# 짐 보크
짐 보키(Jim Boeke, 1938년 9월 11일 ~ 2014년 9월 26일)는 미국의 배우이다.

## 출연 작품
- 디아블로 (2003년)
- 스타 트랙 6 - 미지의 세계 (1991년)
- 욕망의 거리 (1990년)
- 코치 (1989년)
- 나를 두번 죽여라 (1989년)
- 무빙 타켓 (1988년)
- LBJ: 초창기 (1987년)
- 드라그넷 (1987년)
- 피어 시티 (1984년)
- 팬더모니엄(영어판) (1982년) - 플레쳐 역
- 엘리게이터 (1980년)
- 달라스의 투혼 (1979년)
- 뜨거운 우정 (1971년)

### 텔레비전
- A 특공대 - TV시리즈 (1983년)
- 달리는 사이먼 (1981년)
- 매쉬 - 시리즈 (1972년)